# 2019年8月包圍警署事件
2019年8月包圍警署事件發生於2019年8月1日至4日，是反對修訂逃犯條例的示威者所發起的4次包圍警署行動，被包圍的警署包括沙田警署、馬鞍山警署、黃大仙警署及尖沙嘴警署，籍此聲援涉嫌藏有攻擊性武器等罪名而被捕的香港民族黨召集人陳浩天，以及反對警方處理手法。期間示威者曾與警方發生衝突，警方以胡椒彈和催淚彈驅散示威者。

## 背景
2019年在8月1日晚上10時，警方接到線報指火炭喜利佳工業大廈的一個樓上單位被闢作物資倉，數十名警員到埸調查，並撿獲一批武器，包括頭盔、懷疑汽油彈、弓箭、壘球棒、大量鋼珠及含大麻成份的精油等。警方以涉嫌藏有攻擊性武器、無牌藏有爆炸品及無牌售賣第一類毒藥等罪名先後拘捕7男1女，包括香港民族黨前召集人陳浩天。此事引發過百名市民冒雨到沙田警署外聲援。而警方稱以突發事件為由，在無搜查令情況下入內搜查。到8月2日下午約3時20分，陳浩天被十多名警員押返水泉澳邨住所進行搜證約1小時，期間向記者大聲高呼「唔使驚白色恐怖，唔使擔心俾人拉」和「香港人加油」。

## 包圍警署行動

### 8月1日包圍沙田及馬鞍山警署

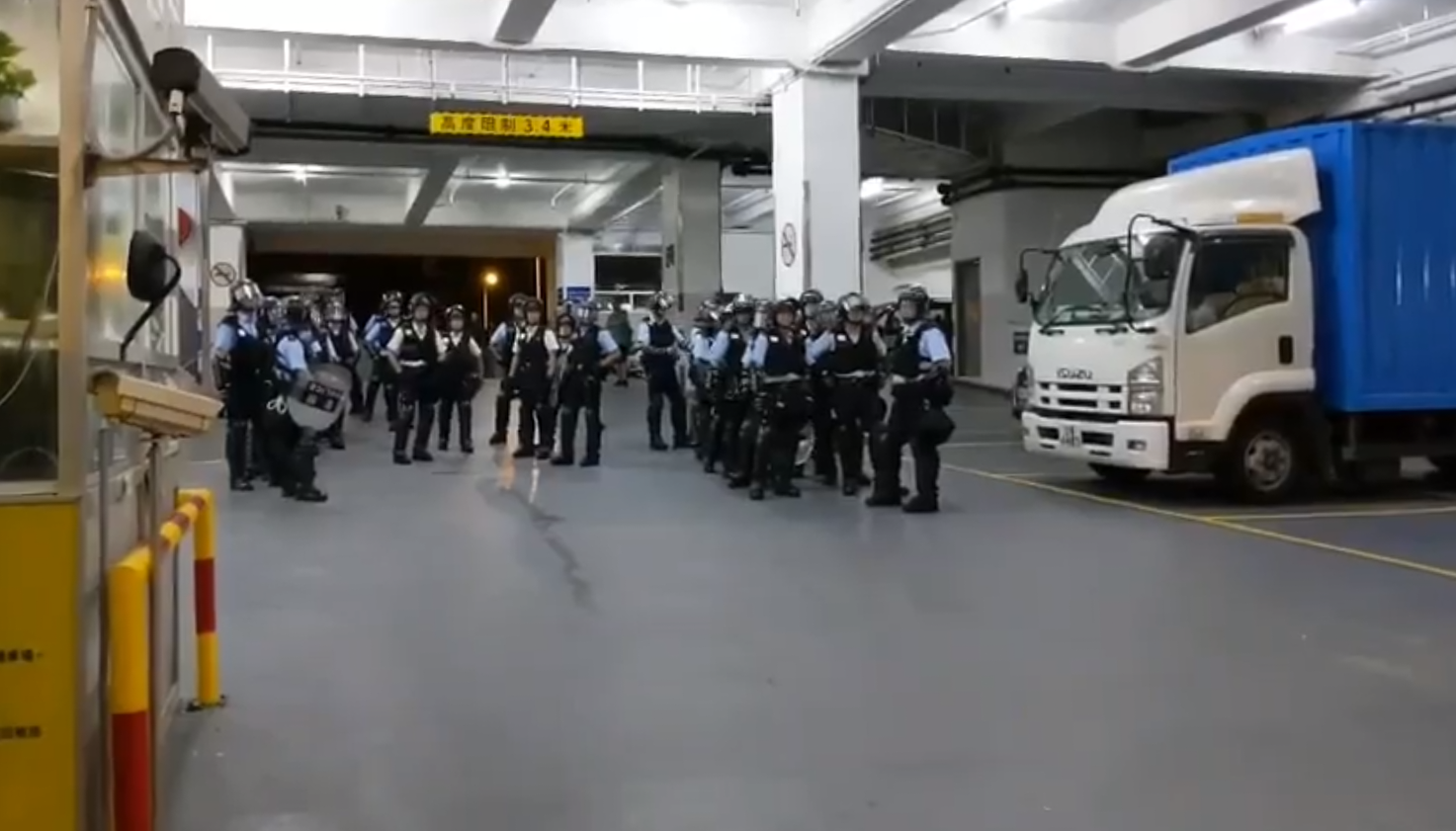
大批軍裝警員到沙田火炭坳背灣街喜利佳工業大廈停車場戒備

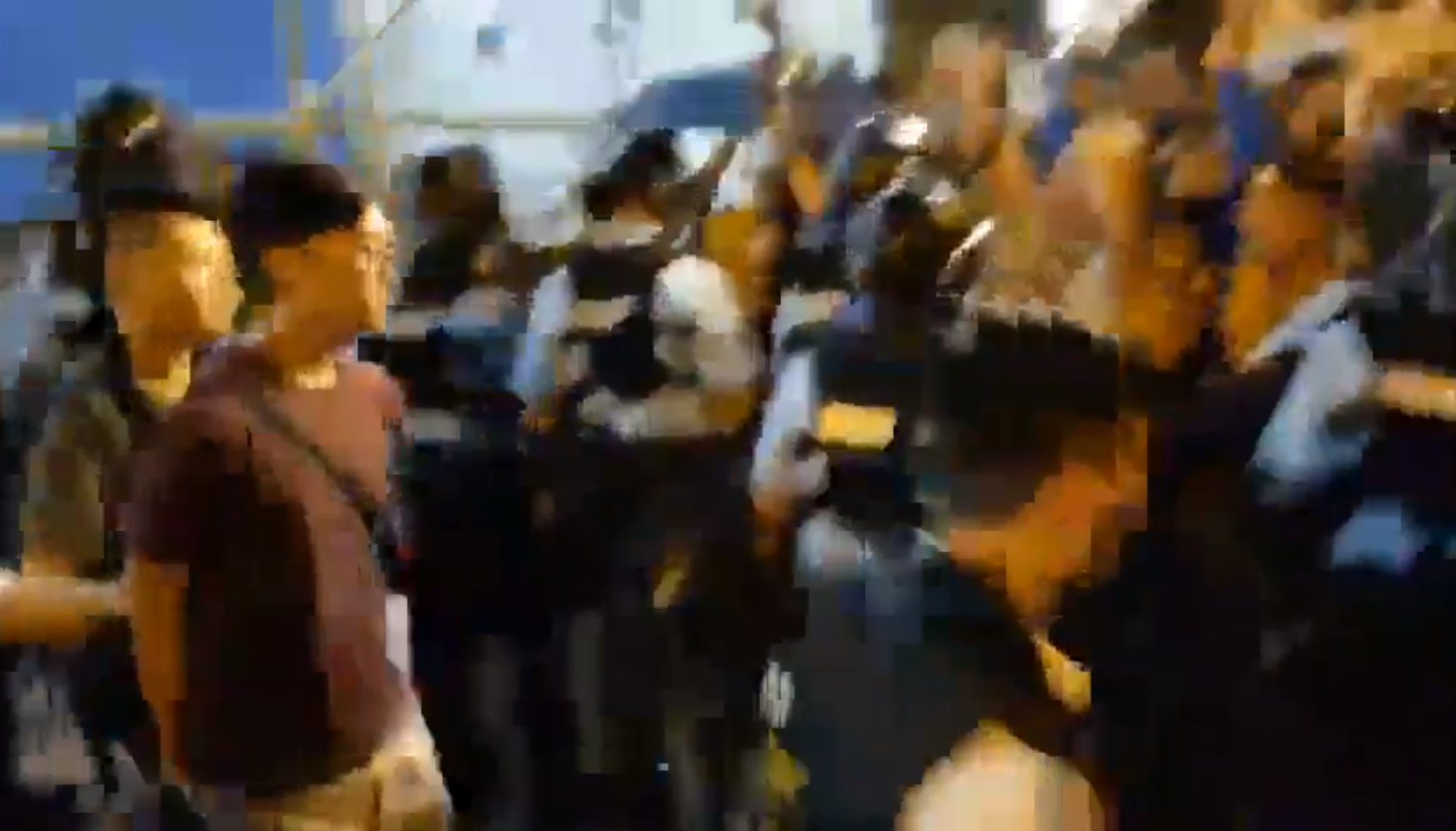
已被取締的香港民族黨的召集人陳浩天被警員帶走

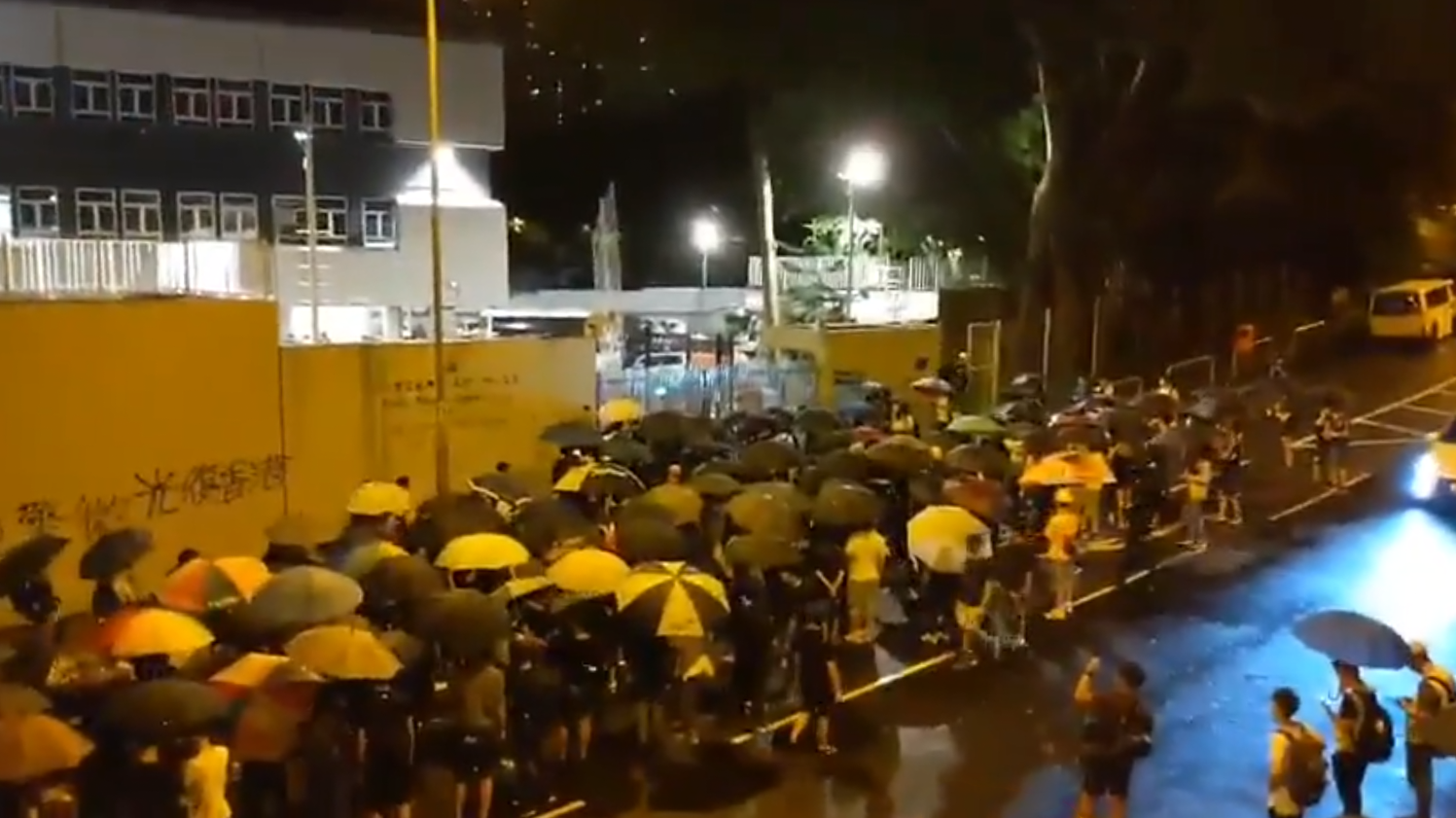
數百名示威者轉至馬鞍山警署聲援

8月1日深夜11時，20多名示威者聚集在工廈外，聲援被捕的香港民族黨的召集人陳浩天。與此同時，亦有50多名示威者在沙田警署外聲援。
8月1日晚上，新城市廣場有「接放工」行動期間，網上有消息指警方在火炭拘捕7男1女，包括香港民族黨前召集人陳浩天。有約20名市民在工廈外聲援被帶走的人士。而過百名市民在晚上11時由新城市廣場前往沙田警署外聲援。示威者要求警署開門，並撕走報案室外的告示，及以垃圾桶、鐵馬及水馬圍封警署兩個職員出入口和在警署外塗鴉，寫上「沙田狗屋」等字眼。且以雨傘及噴漆遮擋警署外閉路電視。期間有軍裝警員手持盾牌戒備，期後返回警署內。亦有警員用電筒照向警署外的人士，隨即被示威者以電筒和鐳射光照射。期間立法會議員林卓廷一度到場，要求與警方對話，但未獲回應。其後，立法會議員譚文豪了解被捕人士在馬鞍山警署後，到8月2日凌晨轉而該處包圍。
凌晨0時多，伍展邦律師到場向警員要求進入警署和會見被捕人士，但至凌晨1時多仍未會見被捕人士，亦有律師指出有委託人要求他到場協助被捕人士，但也未能會見當事人期後立法會議員林卓廷和公民黨立法會議員譚文豪先後見記者，林卓廷表示聯絡了警方，而對方指有7男1女被捕，2名律師在警署內陪同。譚文豪表示有關律師抵達約一個多小時後，直至他本人到場，才能進入現場接觸當事人。有示威者得悉被捕人士在馬鞍山警署後，隨即拉大隊轉往馬鞍山警署聲援。
凌晨2時，有數百名示威者轉至馬鞍山警署聲援，而警署正門落閘。部份在場人士強行推起部份鐵閘，露出玻璃門，而玻璃門後有大批身穿防暴裝的警員。有示威者在埸大叫「放人呀!」，並以長雨傘打玻璃門和以鐵欄和鐵馬封住警署大門，亦用噴漆在警閘門噴字和以電筒照射在場警員，而警員也以電筒照射在場示威者。
凌晨3時，大批身穿防暴裝備警員，趕到馬鞍山警署外與示威者對峙，有警員手持寫著「Less Lethal」的防暴槍。期後有持盾和棍警員驅散示威者，示威者則向警方拋擲雜物和四散，期間並無衝突。另外，有警員向記者表示，現場正進行掃蕩，要求記者後退及離開現場，並大叫：「記者一直向後退！」。而記者與警員的距離不一，有時相距10米，有時相距一個身位。亦有警員以強光電筒照向記者鏡頭。
驅散過後，有警員向穿著黑色衫人士作搜查，亦有在附近馬路設路障截查車輛。而警方在馬鞍山警署附近一個垃圾桶，發現多件被起出的地磚。期間，一名新港城居民打算前往馬鞍山路乘車上班，卻被大批防暴警員阻止，雙方一度發生爭執，最後警方拒不讓路和該名居民只好繞路而行。
警方譴責暴力行為，將兩宗破壞警署事件列作刑事毀壞案，交由沙田警區重案組跟進，同時表示有關示威者涉嫌干犯非法集結罪。

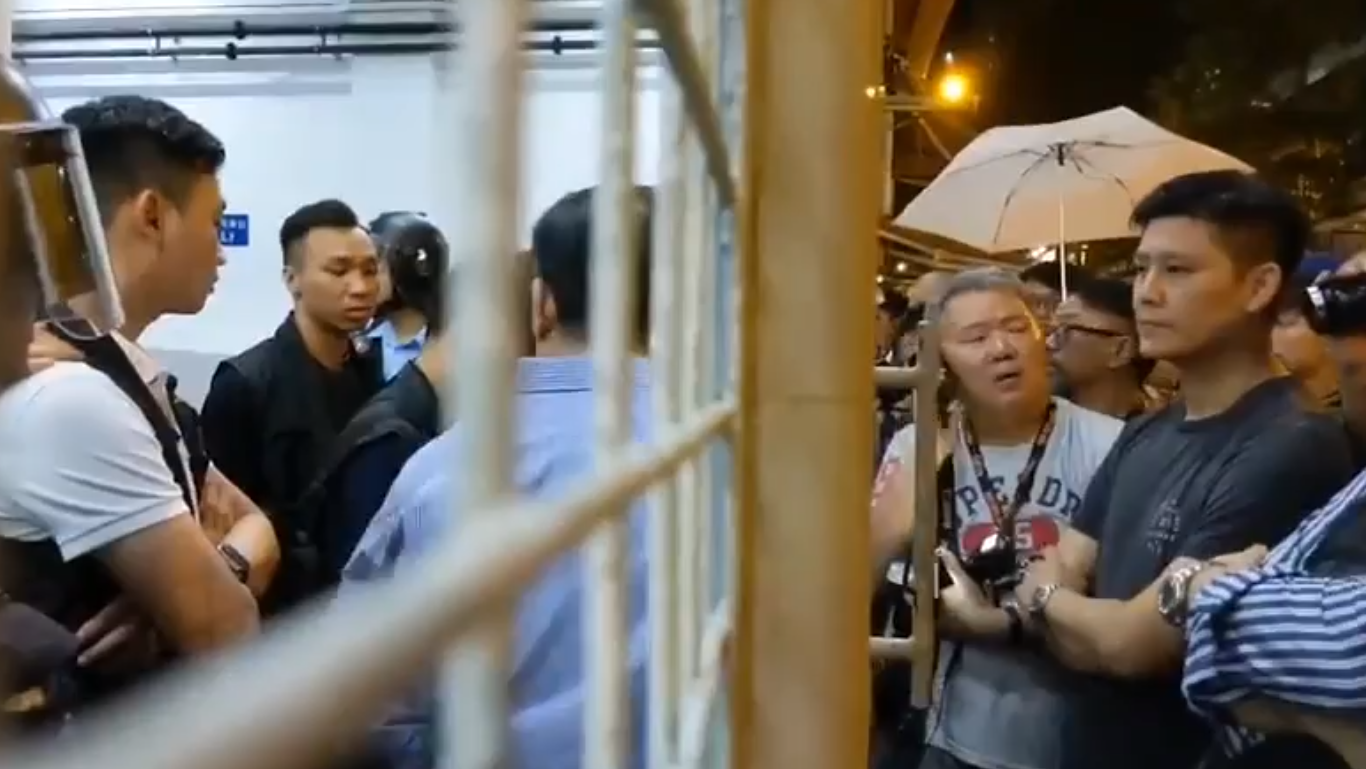
立法會議員譚文豪和市民在工廈外聲援被帶走的人士
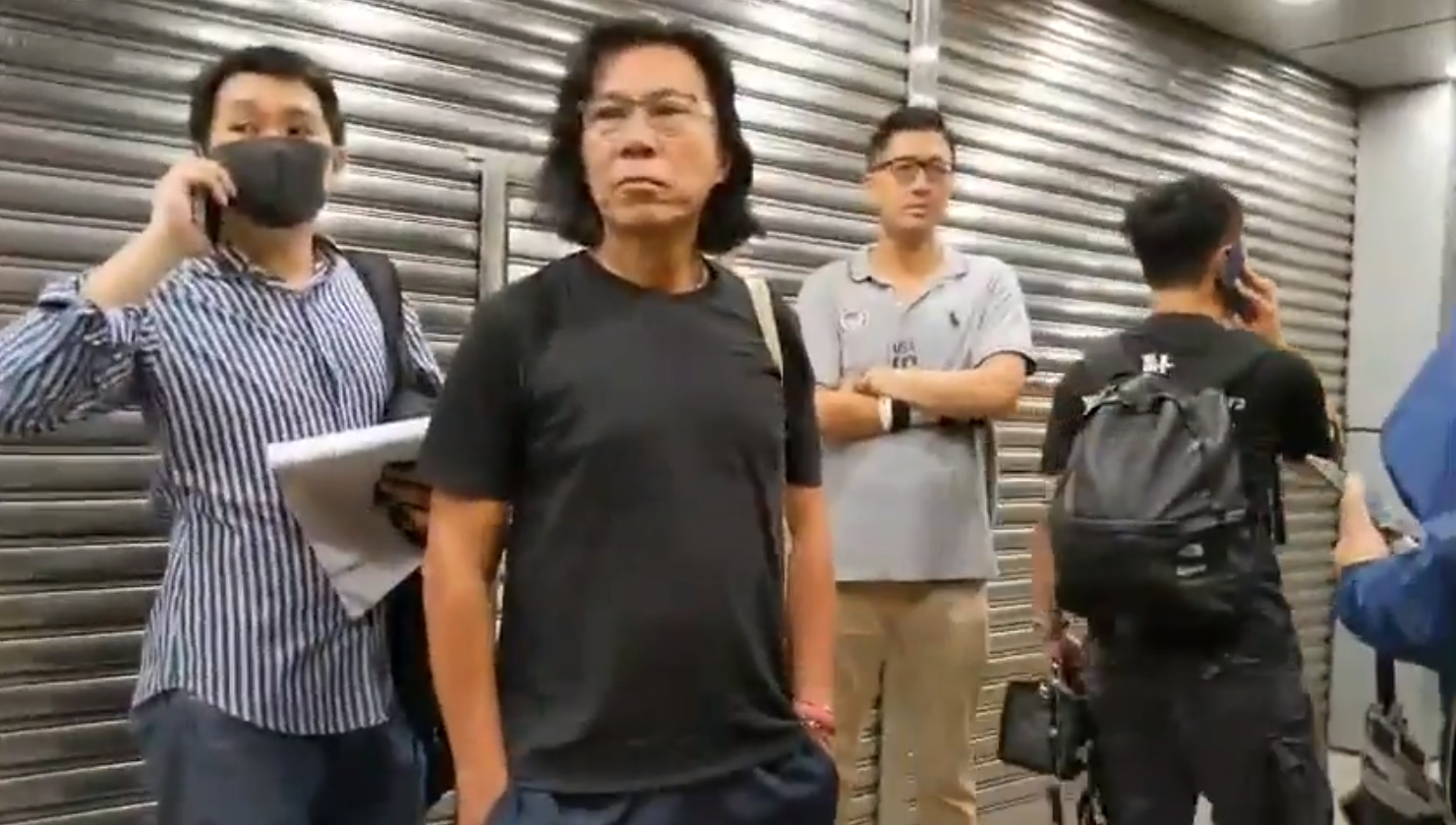
伍展邦律師（左），黃國桐（中）和立法會議員林卓廷一度到場，要求與警方對話
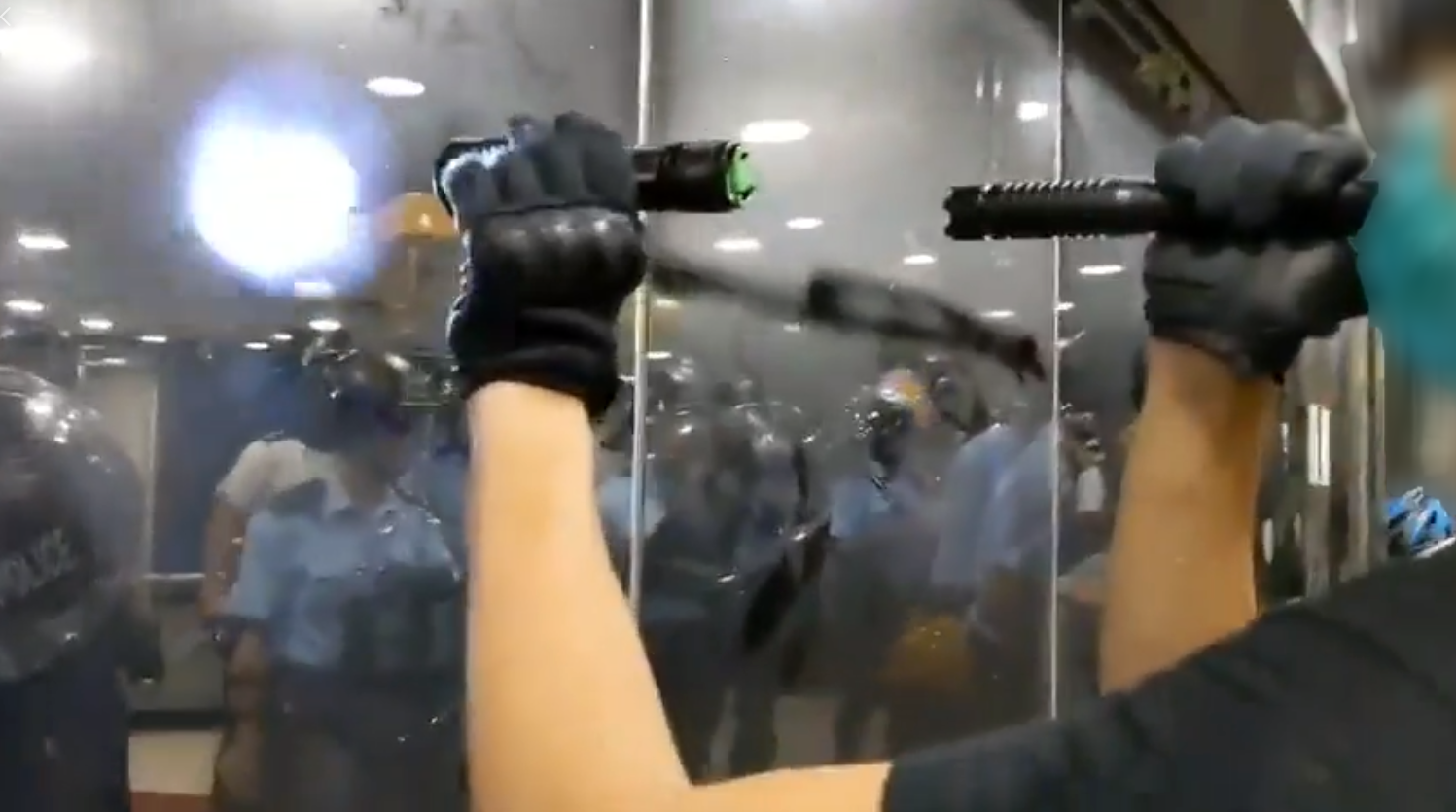
示威者以電筒和鐳射光照射警署內
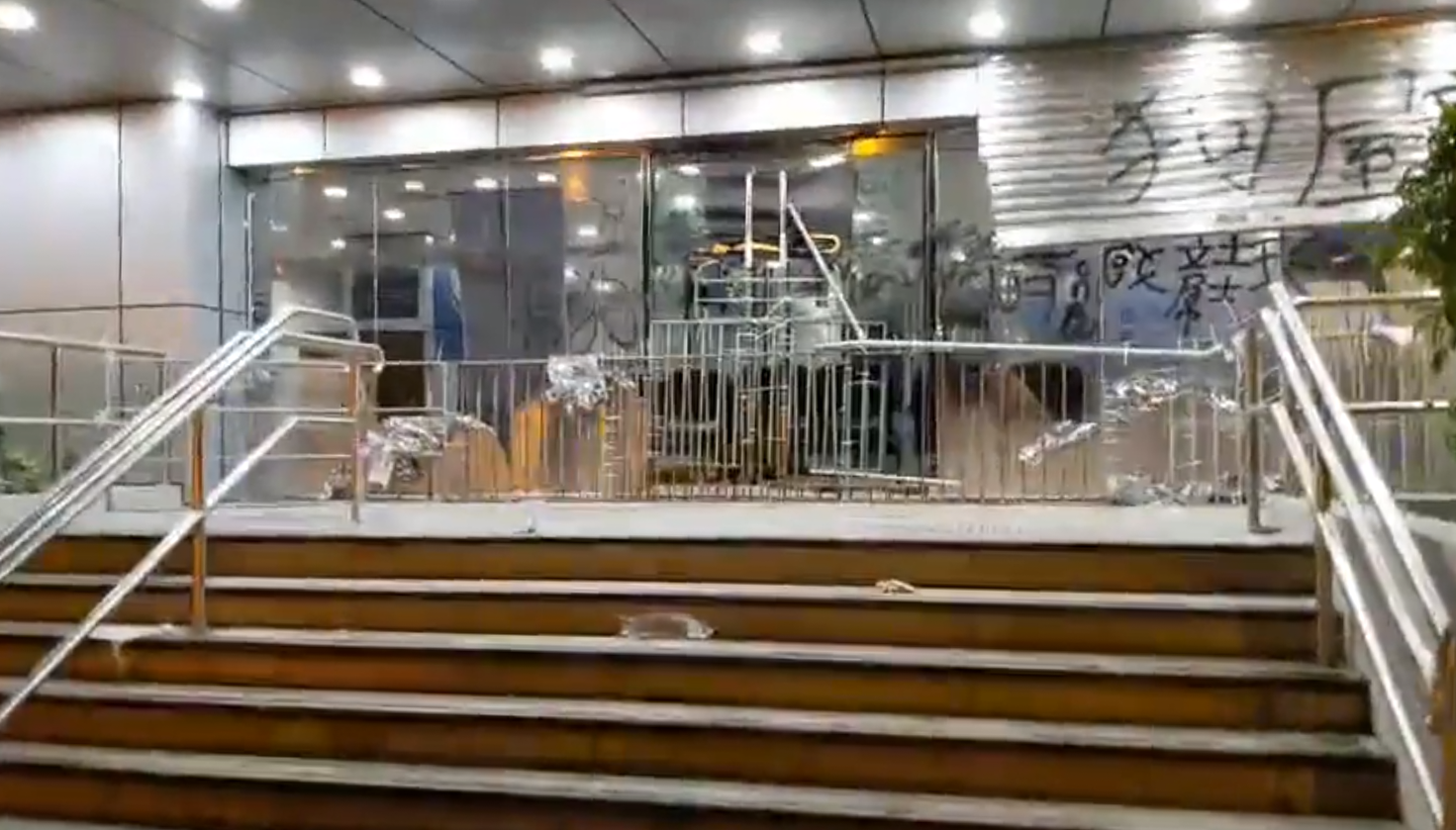
示威者以長雨傘打玻璃門和以鐵欄和鐵馬封住警署大門
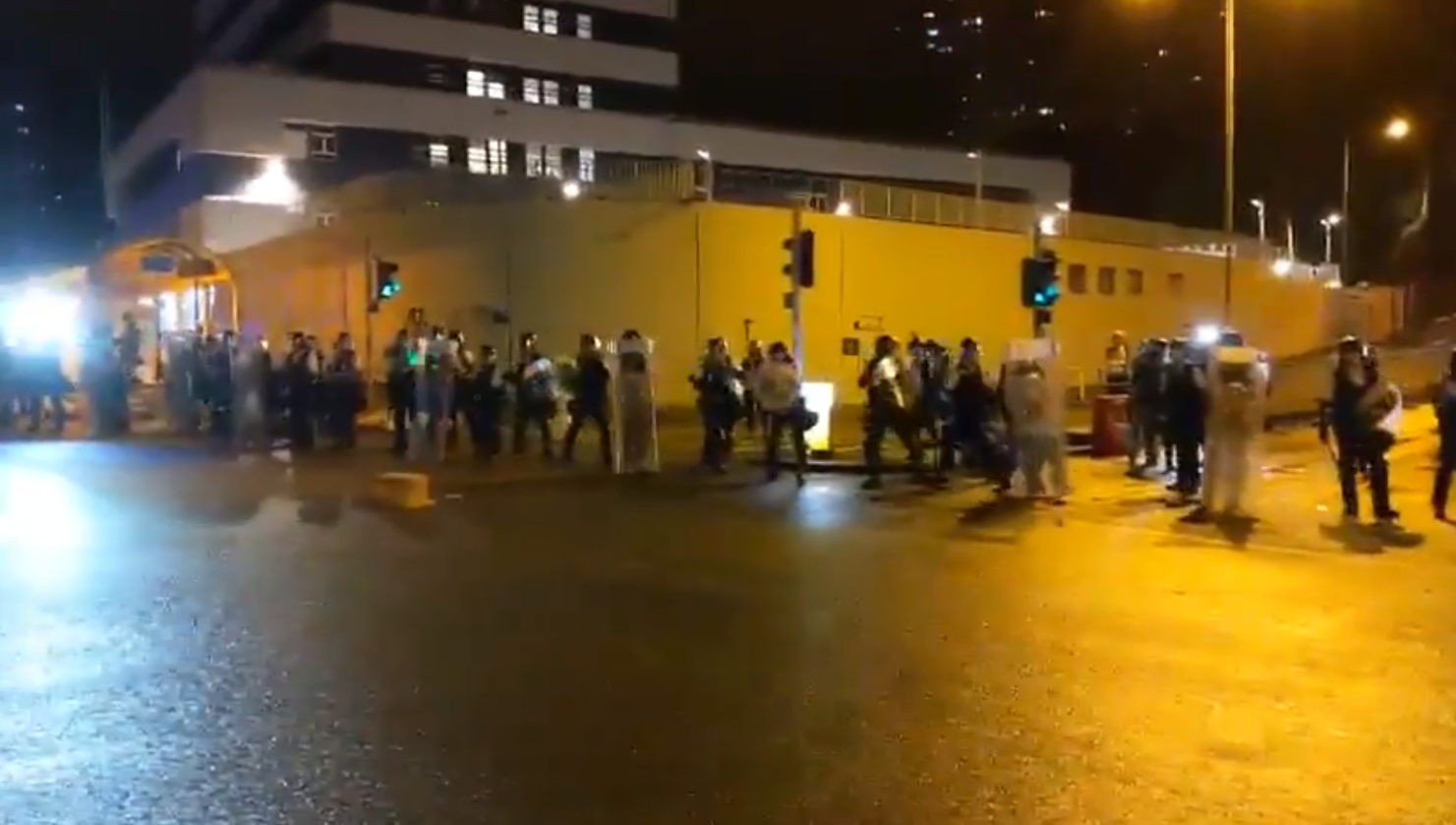
凌晨2時，持盾警員到場驅散示威者
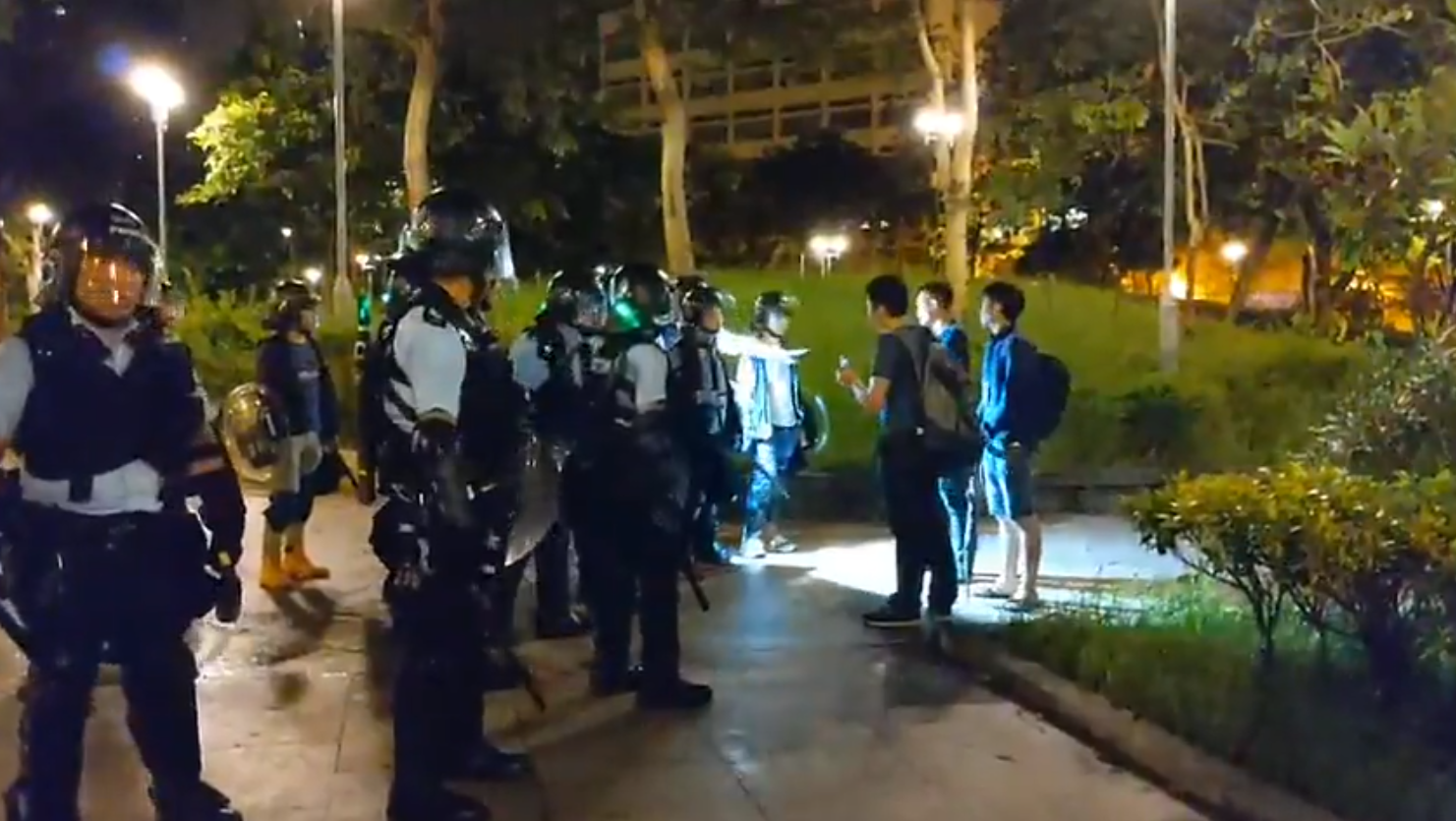
凌晨3時，軍裝警員往港專方向驅散示威者，區議員到場調停

### 8月2日包圍馬鞍山警署

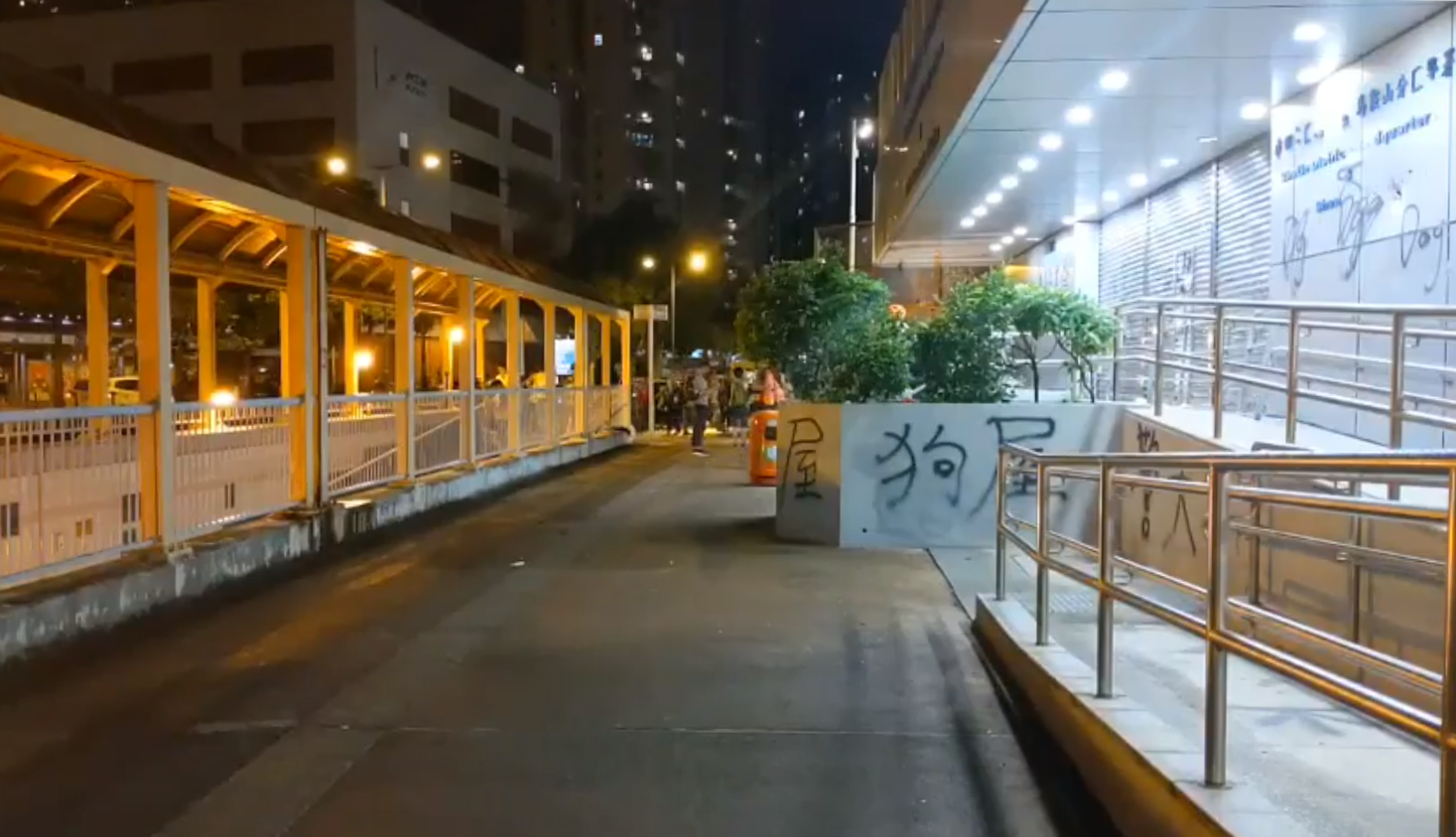
馬鞍山警署外的塗鴉

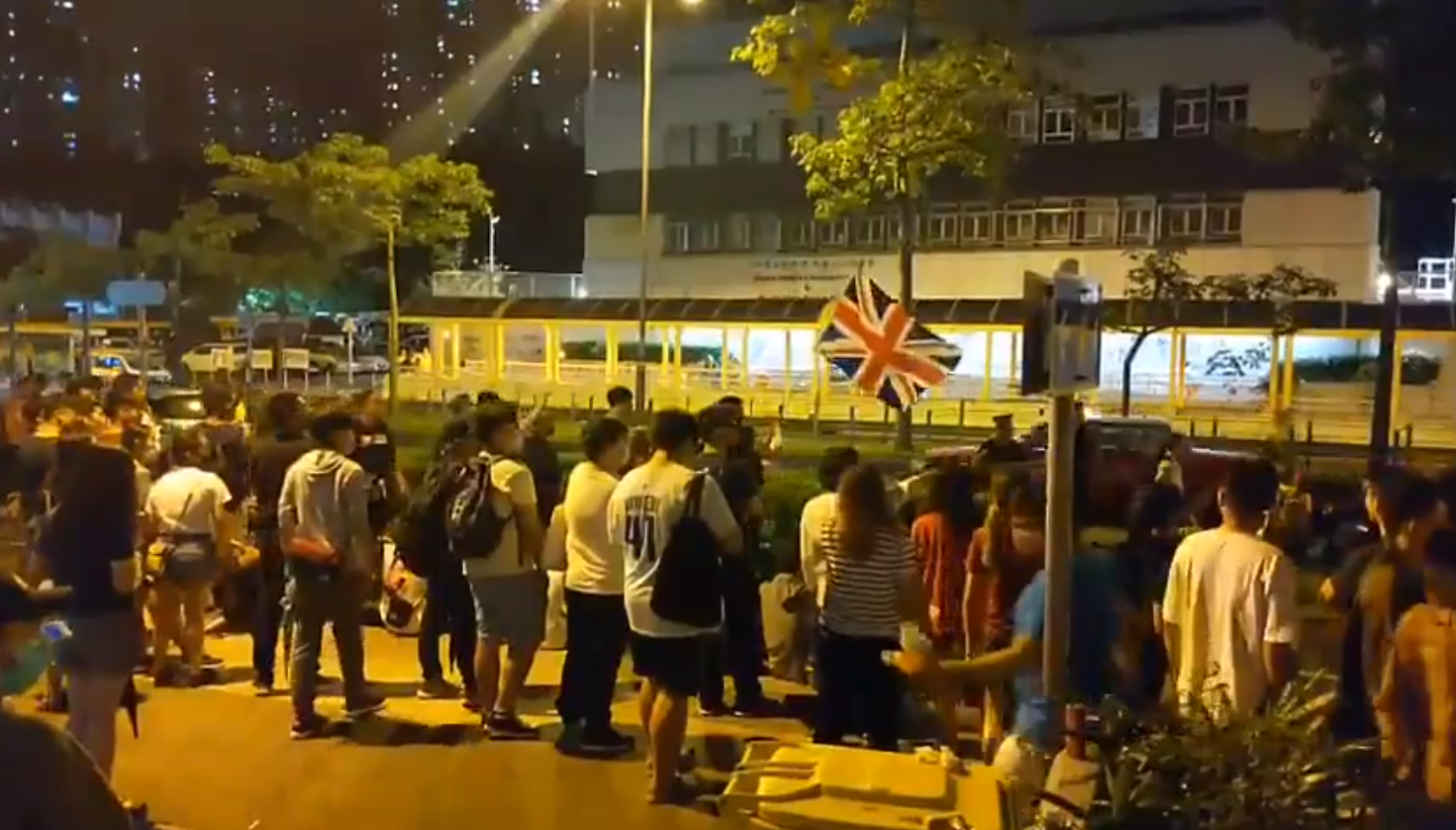
凌晨時分，仍有數百名示威者聚集在馬鞍山警署外指罵警方，有人舉起英國國旗

8月2日，本土民主前線稱警方無理拘捕8名物資組成員和沒有搜查令的情況下下違法闖入該單位，更一度拒絕讓律師協助被捕人士。他們號召市民晚上8時到馬鞍山警署聲援，要求警方盡快釋放被捕人士。
晚上7時，馬鞍山警署已經落閘，有警員在警署外巡視。期後有人從遠處以電筒、激光等射向身處警署高位的警員，不時高叫不時高呼「出嚟（出來）呀！」、「放人！」等字句。
晚上10時許，約100名市民再包圍馬鞍山警署聲援被捕人士。有人在警署外牆和鐵閘上噴上「光復香港，時代革命」、「後果自負」等大字，嘗試破壞閉路電視，和打警署入口的捲閘，並拆除附近的鐵欄搬到鐵閘外。亦人有以鐵欄及索帶封住警署大門，也有人帶同水泥到場。到晚上10時48分，大批身穿全副防暴裝備的警員和速龍小隊到場驅散示威者，封鎖馬鞍山路和行人隧道。有速龍小隊更在無預警下，突然在地面向橋上發射至少五枚胡椒彈，驅散在通往新港城行人天橋上圍觀的近60名市民。橋上的玻璃損毀，並沾有白色粉末。
到晚上11時，一名居住在雅景臺的男士說「我哋睇住你，唔好亂打人」和「我哋監察住你」，要求警察不要打一名疑為記者的市民，不過警員突然隨即衝向他，並問他是否襲警。他否認，即時跑進屋苑大堂後，被4-5名警員追趕並強行進入屋苑大堂，結果惹起街坊起哄，而警員手持盾陣於屋苑入口架起防線。警員最後在多名街坊攔阻及抗議下離開大堂。該名男士表示右耳受傷，強調自己「只是監察，沒有衝擊，也沒有包圍警署」，他批評警方做法非常不合理。
而一名24歲的男子騎單車駛過期間，突然被警員懷疑他是逃走，於是上前截查並搜袋，以涉嫌襲警、妨礙警務人員執行職務及非法集結拘捕該名男子，近百名街坊對警員的執法感到非常不滿，一度展開對峙。警員一度舉黃旗警告不得衝擊封鎖線，街坊情緒激動。
另一方面，警方一度全面封閉馬鞍山路進行截查車輛行動，現場一帶交通擠塞。有乘坐巴士回家的居民指該道路是往馬鞍山的唯一車路，認為警方是希望減少有人能包圍警署。
凌晨時分，仍有數百名示威者聚集在警署外指罵警方，並不停高呼「黑警可恥」、「警察放人」等口號，有人用綠色激光照向警署外牆，警員則用強光照射示威者。警署內亦有警員開口還擊，與示威者對罵。期後，有示威者再在警署門外以黑漆噴上「黑警」等字眼。另外，有市民要求到警署報案，但不滿馬鞍山警署已拉閘。至凌晨2時50分，部分示威者開始陸續散去，剩餘的20名示威者留守至清晨6時。其後警方在警署外設置水馬。

## 警方處理手法爭議

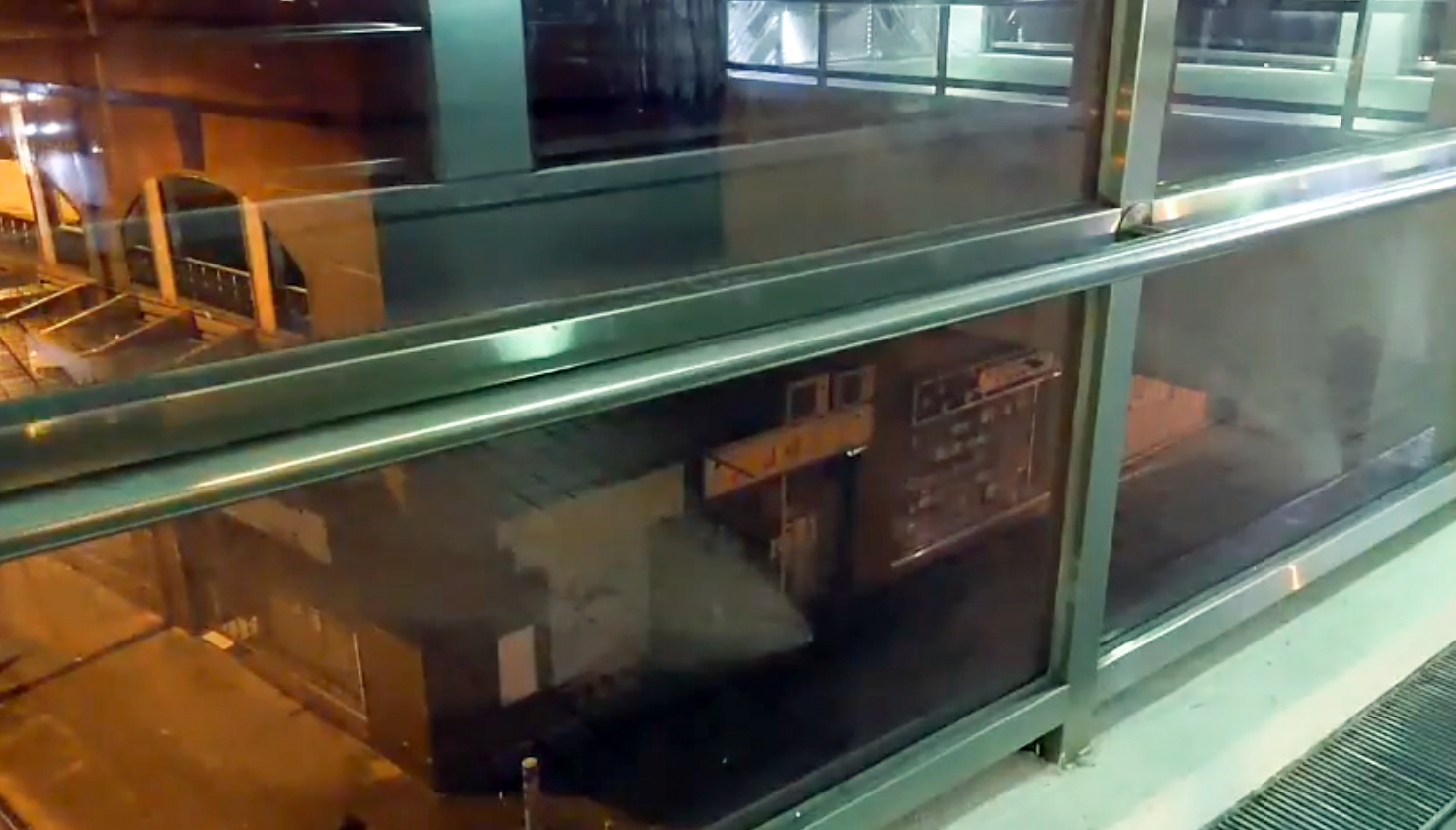
新港城行人天橋的玻璃上則留有胡椒彈的痕跡

### 不淮律師見被捕人士
8月2日凌晨0時50分，伍展邦律師到場向警員要求進入警署，在場警員表示准許律師一個人進入警署。包圍人士向警員立即退後，只餘下律師一人在閘外等候，到凌晨1時，有警員與伍律師隔閘對話和查看其身份證明文件。期後他於1時15分見記者，表示在埸的值日官和便裝警察均表示沒有被捕人士於沙田警署，但指收到被捕人士要求他到沙田警署協助，現時正向警方查詢，了解被捕人士所在位置。他亦表示曾發生明明有被捕人士在警署，但警方以未完成手續為由，稱確認不到疑犯是否在警署的事件。立法會議員譚文豪表示有關律師抵達約一個多小時後，直至他本人到場，才能進入現場接觸當事人，並批評警方剝奪疑犯基本法律權利。
此外，亦有律師指出有委託人要求他到場協助被捕人士，但未能會見當事人。他批評由6月12日開始，警方不止一次濫用程序，懷疑收藏疑犯在政府總部、旅遊巴士、警車或不明地方。

### 無預警下向行人天橋的市民發射數發胡椒球
晚上11時多，有市民在新港城行人天橋上向樓下的警員照射雷射光線和言語挑釁警員，警員在沒舉旗的情況下，向天橋位置開了數發胡椒彈，擊中天橋的玻璃圍欄。胡椒彈冒出陣陣煙霧和氣味困在天橋內，橋上市民則爭相走避。期後有市民向警員照射綠色雷射光線還擊，警員則再次發射胡椒彈，附近有居民見狀不滿，炮轟：「居民嚟呀！射乜X嘢呀！」行人天橋的玻璃上則留有至少6發胡椒彈的痕跡。有現場市民批評，警員在此等情況下便發射胡椒彈私做法令人詫異，而在發射前亦沒作出任何警告。

### 強行進入屋苑大堂
8月2日近晚上11時，有一名雅景臺居民看到有4名警察包圍及搜查一名懷疑為記者的人士，他向警員表示「我哋睇住你（我們看住你），唔好亂打人（不要亂打人）」。突然有數名警員衝向他，他隨即跑進雅景臺大堂內，而警員在雅景臺居民表明不讓警員進入的情況下，仍強行進入大堂內，但在場保安未有對警員之行為作出任何阻止和開門予警察。期後警員抱住和捉住他，問他是不是襲警，他多次強調與警員沒有身體接觸，在場居民則起哄和抗議，亦有警員屋苑大門外架設防線。最後警員在多名街坊攔阻及抗議下離開大堂。該名居民事後表示他只是在場監察，而且對警員之行為感到驚恐。
有居民表示屋苑已為保安理由，雅景臺大門已放有沙包，並認為在場警員和保安員的做法有問題。亦有業主指責管理公司處理不善，因管理公司之前已發通告表示，任何人不拍住戶卡不可進入屋苑，但最後有警員進入屋苑範圍內。

## 後續事件
有市民於事發的行人天橋邊的玻璃處自建連儂牆，有居民寫上「馬鞍山居民唔歡迎黑警」、「警方亂向天橋發射胡椒彈 嚴重威脅馬鞍山居民」、「冇掟磚 冇衝擊 警方冇警告向天橋開槍」等字句。
馬鞍山警署則以黑膠袋遮蓋塗鴉，並派員在警署對開，架設近20個兩米高的巨型水馬陣，以防再被圍堵及衝擊。而沙田警署仍未完成修復，警署繼續落閘，但報案室服務維持正常，警署外牆以黑色膠袋遮蓋塗鴉。
在8月3日，雅景臺業主立案法團召開緊急大會，要求管理屋苑的房協及外判保安公司辭去早前曾開門予警察的保安和達成改善措施。該名保安員同日被公司暫時停職。

## 法庭提堂
4名被捕男子，被控在公眾地方管有攻擊性武器及管有爆炸品等6罪，2022年3月3日於沙田裁判法院提堂。被控於2019年8月1日在沙田喜利佳工業大廈外坳背灣街的公眾地方，無合法權限或合理辯解而攜有24支行山杖及10支球棒，意圖在無合法辯解的情況下使用或導致他人使用，以摧毀或損壞他人財產，及無牌管有14部無線通訊機。其中1人另被控同日於沙田喜利佳工業大廈某單位，保管1根藤條、3罐噴漆和3個模板、1個裝有白汽油的玻璃樽、7個瓶、1支油、數包糖、洗衣粉、麵粉、橡皮筋和廚房毛巾，意圖在無合法辯解的情況下使用或導致他人使用，以摧毀或損壞他人財產；林張再被控於沙田金豪工業大廈某單位，明知而管有、保管或控制11個煙霧餅內含氯酸鉀和氯化銨的混合物，及3罐噴漆。眾被告暫毋須答辯，裁判官張志偉押後案件至3月14日再訊，以待準備文件轉介至區域法院。1被告申請保釋遭拒，其餘被告則無保釋申請，須還柙懲教署看管。
辯方求情時採納書面陳詞，補充指各被告案發時沒有案底，第 3 被告自知犯下嚴重錯誤，感到羞愧及悔恨，現時努力改過，望成為一個更好的人。針對第 4 被告，辯方指他承認寫下上述信件，認同案發時抱有不正確的政治看法，但已忘記了當時的寫信原因。辯方強調，信件無法整體地解釋犯案動機，相信不會對其他被告造成影響。區域法院法官郭啟安提出關注指，反修例案件眾多，但並非每一宗都如本案一樣，上升至「香港獨立」的層次，無可否認本案關於「港獨」的訊息較強。法官又指，由於需時等候專家報告譯本，遂押後至 6 月 13 日判刑，期間除第 2 被告外，其餘被告均須還押。到判刑當日，區域法院法官郭啟安指，當時《國安法》未實施，故相關證據只用作事實背景，以理解被告犯案動機，不會納入加刑考慮。他指，案發單位如「武器工具庫」，其中行山杖、球棒落在暴徒手中可使他人受傷，而涉事物品不排除供「暴徒」使用，屬加刑因素，又指當中一人為涉事單位租客，為不法工具提供收藏地方，刑責不輕。最後被判監禁 1 年 4 個月至 3 年 2 個月。